# 大和郡山市立郡山南中学校
大和郡山市立郡山南中学校 (やまとこおりやましりつ こおりやまみなみちゅうがっこう)は、奈良県大和郡山市にある公立中学校。

## 概要
1つの学年で約150人、全校生徒は約450人の学校。

### 校区(学区)
以下の町内が郡山南中学校の校区にあたる。
池沢町・今国府町・柏木町・北西町・小南町・椎木町・昭和町・杉町・丹後庄町・長安寺町・筒井町・豊浦町・西町・額田部北町・額田部寺町・額田部南町・八条町・本庄町・馬司町・南井町・宮堂町・池之内町の一部・小林町の一部・小林町西一丁目の一部・小林町西二丁目の一部・小林町西三丁目の一部

## 沿革
- 1961年（昭和36年）4月1日 - 学校統合により郡山南中学校が設立される。

- 1962年（昭和37年）8月28日 - 新校舎が落成する。

- 1962年（昭和37年）10月5日 - 創立記念式典を挙行する。

- 1973年（昭和48年）9月8日 - 第二グラウンドが竣工する。

- 1974年（昭和49年）4月1日 - 郡山西中学校設置に伴い校区が一部変更、変更部の1・2年生が転出する。

- 1983年（昭和58年）4月1日 - 郡山東中学校設置に伴い校区一部変更、変更部の1・2年生が転出する。

- 1983年（昭和58年）8月30日 - 新館が落成する。

- 1984年（昭和59年）8月30日 - 屋内体育館が落成する。

- 1985年（昭和60年）8月30日 - 武道場改装工事が完成する。

- 1986年（昭和61年）4月1日 - 片桐中学校設置に伴い校区一部変更、変更部の1・2年生が転出する。

- 1989年（平成元年）2月28日 - 新第二グラウンド、及びプール完成

- 1993年（平成5年）3月31日 - コンピュータ室設置

- 1994年（平成6年）3月10日 - 大和川流域貯留浸透（グランド暗渠工事等）を施工する。

- 1998年（平成10年）12月22日 - 新校舎が落成する。

- 1999年（平成11年）10月7日 - 武道場、南館、及び北館の改築工事が完了する。

- 2014年（平成26年）4月 - 給食を開始する。

- 2018年（平成30年）9月 - 空調を設置、これの使用を開始する。

## 部活動
野球部
陸上部
ホッケー部
バレーボール部
バスケットボール部
バドミントン部
サッカー部
ソフトテニス部
卓球部
吹奏楽部
ハンドメイド部
パソコン部 茶華道部

## アクセス
鉄道の場合、近鉄橿原線筒井駅からは徒歩約7分(0.6km)、大和路線大和小泉駅からは徒歩約25分(2.1km)となっている。
バスの場合、奈良交通63系統または92系統に乗車し、筒井駅停留所で下車、徒歩徒歩約6分(0.6km)で到着する。